# Брунов, Анатолий Григорьевич
Анатолий Григорьевич Бруно́в (1905—1972) — советский авиаконструктор. Разработчик двух наиболее массовых реактивных боевых самолётов в истории авиации: МиГ-15 (околозвукового; заместитель главного конструктора, ведущий изделие) и МиГ-21 (сверхзвукового; главный конструктор). Герой Социалистического Труда. Лауреат Ленинской премии.

## Биография

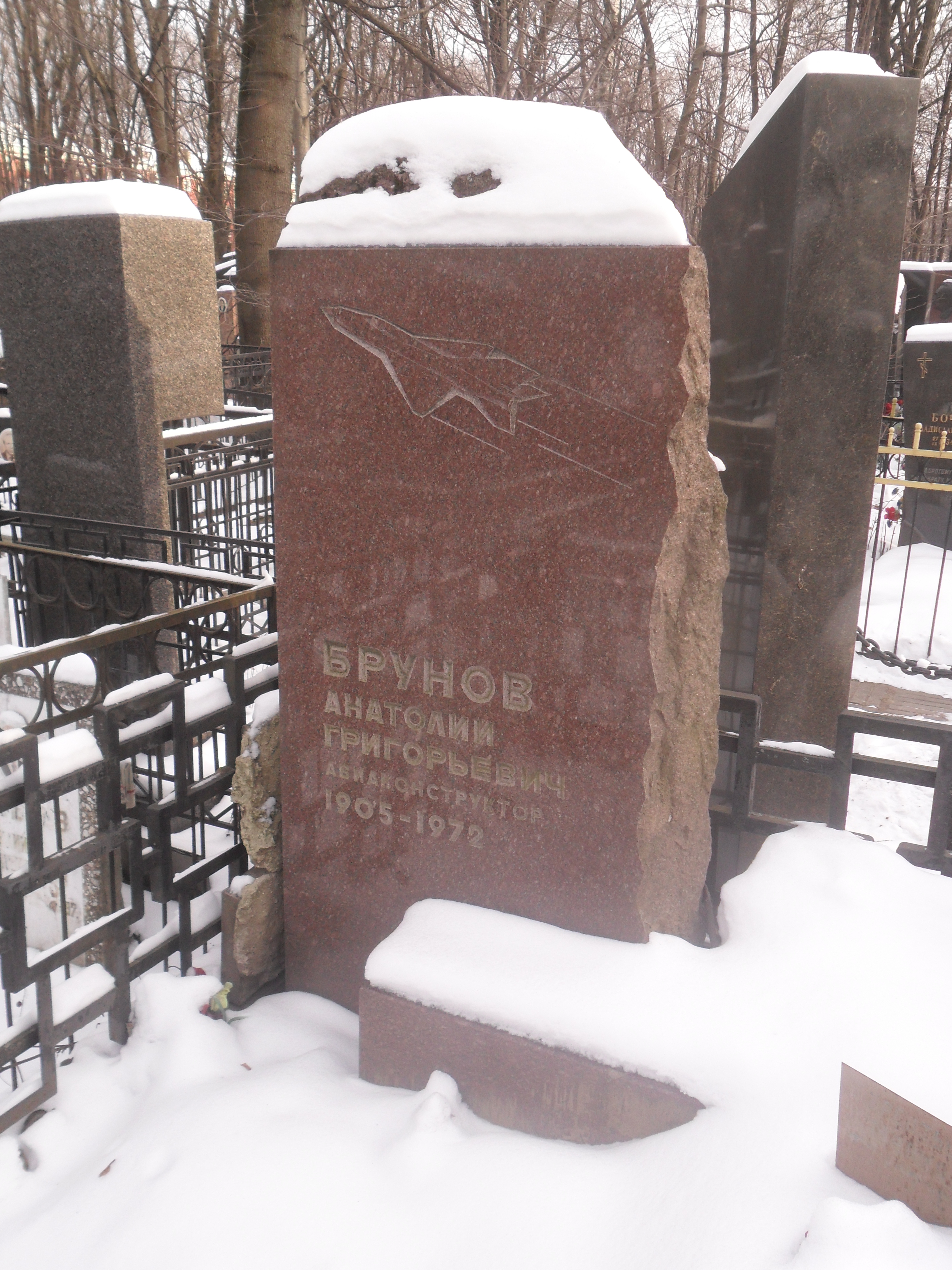
Могила Брунова на Введенском кладбище Москвы.

Родился в 1905 году в поселке Обухово (ныне Ногинский район, Московская область) в семье продавца фабричной лавки при местной льнопрядильной фабрике. В семье было тринадцать детей. Анатолий был двенадцатым.
В 1918 году после окончания начальной школы его устроили работать на фабрику учеником слесаря. Учёбу продолжил в вечерней школе. В 1920 году его командировали в техникум в Москву. В 1922 году техникум был преобразован в технический институт имени М. В. Ломоносова и Брунова переводят на рабфак при этом институте. После окончания рабфака поступил на аэромеханический факультет МВТУ .
На последнем курсе МВТУ Брунов работал в ОКБ Н. Н. Поликарпова на Государственном авиазаводе № 25 Авиатреста. Защитив диплом, остался работать здесь же инженером-конструктором. В августе 1930 года завод № 25 сливается с Московским авиазаводом № 39 им. В. Р. Менжинского и Анатолия Григорьевича назначают начальником бригады фюзеляжа в ОКБ завода.
В 1937—1939 годах его перевели на завод № 301 в подмосковных Химках заместителем главного конструктора. Затем Брунов ушел в поликарповское ОКБ на Государственном авиазаводе № 1 имени И. В. Сталина (ныне в составе АО «Дукс») инженером-конструктором — помощником главного конструктора. 21 января 1940 года он был зачислен ведущим инженером в недавно организованный особый конструкторский отдел А. И. Микояна. Потом он был назначен ведущим программы испытаний истребителя МиГ-1, позже — ведущим инженером по истребителю МиГ-3 (1940) и не пошедшему в серию двухмоторному МиГ-5 (1941).
В 1945 г. Анатолий Брунов занял пост заместителя главного конструктора опытного завода № 155 (ОКБ-155, ныне ОКБ им. А. И. Микояна в составе АО «РСК „Миг“» «Объединённой авиастроительной корпорации», ОАК).
Под руководством Брунова был разработан и запущен в серийное производство первый советский турбореактивный истребитель МиГ-9 (1946). Следующим самолётом, разработку которого возглавлял Брунов, стал истребитель МиГ-15 (1947), вошедший в историю авиации как самый массовый реактивный боевой самолёт. Также Анатолий Брунов курировал проектирование, постройку, испытания и доводку МиГ-17 (1950; первый советский серийный истребитель, достигавший скорости звука), МиГ-19 (1952; первый советский серийный сверхзвуковой истребитель) и МиГ-21 (1959; самый массовый истребитель третьего поколения).
С марта 1957 г. Брунов являлся главным конструктором ОКБ-155 по самолётам-истребителям (приказ Министра авиационной промышленности № 101 от 19 марта 1957 года). Был крупным организатором работ конструкторских отделов ОКБ и работ на серийных заводах. Обеспечивал внедрение самолётов в серийное производство на нескольких авиазаводах. «Тружеником чрезвычайной полезности» называл Брунова Герой Советского Союза заслуженный летчик-испытатель Григорий Александрович Седов.
В конце 1966 года Брунов ушел на пенсию.
Умер в 1972 году. Похоронен в Москве на Введенском кладбище (29 уч.).

## Награды
- Герой Социалистического Труда (1957);
- орден Ленина (1957);
- орден Трудового Красного Знамени (1941);
- орден Красной Звезды (1945);
- медали.
- Ленинская премия (1957) — за создание МиГ-21;
- Сталинская премия второй степени (1949) — за создание нового самолётного агрегата
- Сталинская премия второй степени (1950) — за разработку и освоение новых технологических процессов при производстве самолётов
- Сталинская премия первой степени (1952) — за создание самолёта МиГ-17